# Zetekia gemmulosa
Zetekia gemmulosa é uma espécie de gastrópode do gênero Zetekia, pertencente a família Conidae.